# Убить Луну
«Уби́ть Луну́» (англ. Kill the Moon) — седьмая серия восьмого сезона британского научно-фантастического телесериала «Доктор Кто». Премьера серии состоялась 4 октября 2014 года на канале BBC One.

## Сюжет
Доктор и Клара оказываются в ближайшем будущем на космическом челноке, совершающем самоубийственную миссию на Луну. Потерпев крушение на лунной поверхности, они находят добывающую базу, полную трупов и злобных, агрессивно настроенных паукообразных существ, и сталкиваются с ужасной дилеммой. Когда Клара обращается к Доктору за помощью, она остаётся потрясена, как никогда в жизни.

## Съёмки
Съёмки эпизода происходила на острове Лансароте Канарских Островов, недалеко от вулкана Куэво (Вулкан Во́рона) в Национальном парке Тиманфая. Последней снимаемой там серией была «Планета Огня» в 1984 году из эры Пятого Доктора.